# Túzok
A túzok (Otis tarda) a madarak osztályának a túzokalakúak (Otidiformes) rendjébe a túzokfélék (Otitidae) családjába tartozó túzok Otis nem egyetlen faja; éppen ezért többnyire egyszerűen csak túzoknak nevezzük. A magyar természetvédelem egyik emblematikus faja. A Magyar Madártani és Természetvédelmi Egyesület címerállata, amit 1986-ban és 2014-ben „Az év madarává” választott.

## Származása, elterjedése
Ma is él Magyarországon, Oroszországban, Portugáliában, Romániában, Spanyolországban, Szlovákiában, a Keleti-tenger déli partjain, Közép- és Kelet-Ázsiában. Angliában 1838-ban ejtették el utolsó példányát. Európai egyedszámát 15 ezerre becsülik, a legtöbb Spanyolországban él.

### Magyarországon
A 18. században még Szombathely és Kőszeg környékén is előfordult.
A legnagyobb egybefüggő európai udvarló- és fészkelőhelye Magyarországon van. Főleg Dévaványa közelében, a dévaványai túzokrezervátumban (Körös–Maros Nemzeti Park) fordul elő, de él túzok a Hortobágyon, a Nagykunságon és a Nagy-Sárréten is.
A 2010-es tavaszi számlálás 1481 túzokot regisztrált, ami nagy csökkenést jelent a második világháború előtti 10-12 ezres egyedszámról, de azt is jelzi, hogy az utóbbi évtizedekben az állomány stabilizálódott. (Az 1893 és 1900 közt kiadott Pallas nagy lexikona még így ír a túzokról: „Alföldi rónáinkon seregesen tanyázik.”) A Dévaványai-síkon 559 példányt ﬁgyeltek meg, ebből 293 volt a kakasok száma (ez jelzi az ivararány és a monogámia helyreállását a vadászat betiltása után). A Duna-völgyi síkság állománya 478 volt. A Hortobágyon és a Nagykunságban 147 egyed került a számlálók elé.

## Megjelenése, felépítése
Körülbelül akkora, mint egy pulyka, ennek ellenére tud kitartóan repülni, de erős futólábával nyílt vidékek jellegzetes földlakó madara. Tollazata szürkésbarna piszkosfehér mellrésszel.
A Magyarországon is honos túzok az egyik legnagyobb túzokféle (bár az indiai túzok és az óriástúzok nála is nagyobb), szárnyfesztávolsága elérheti a 2,5 métert is. A kakas magassága mintegy 100 centiméter, tömege elérheti a 18 kilogrammot (átlagosan mintegy 13,5 kilogramm), de a tyúk átlagosan csak 4,5 kg.
A kakasra jellemző a torok két oldalán, az alsó csőrkáva tövénél található, foszlott fehér dísztollszálakból álló bajusz. Háta vöröses árnyalatú barnássárga, fekete és világos harántsávokkal, hogy az éppen költő madarat ne fedezzék fel a ragadozók, hasa fehér, melltájéka világosbarna. Amikor a madár násztollazatot ölt, nyakpajzsa is van. Lábán csak 3 ujj van, amelyeket hatszögletű szarupikkelyek borítanak.

## Életmódja, élőhelye

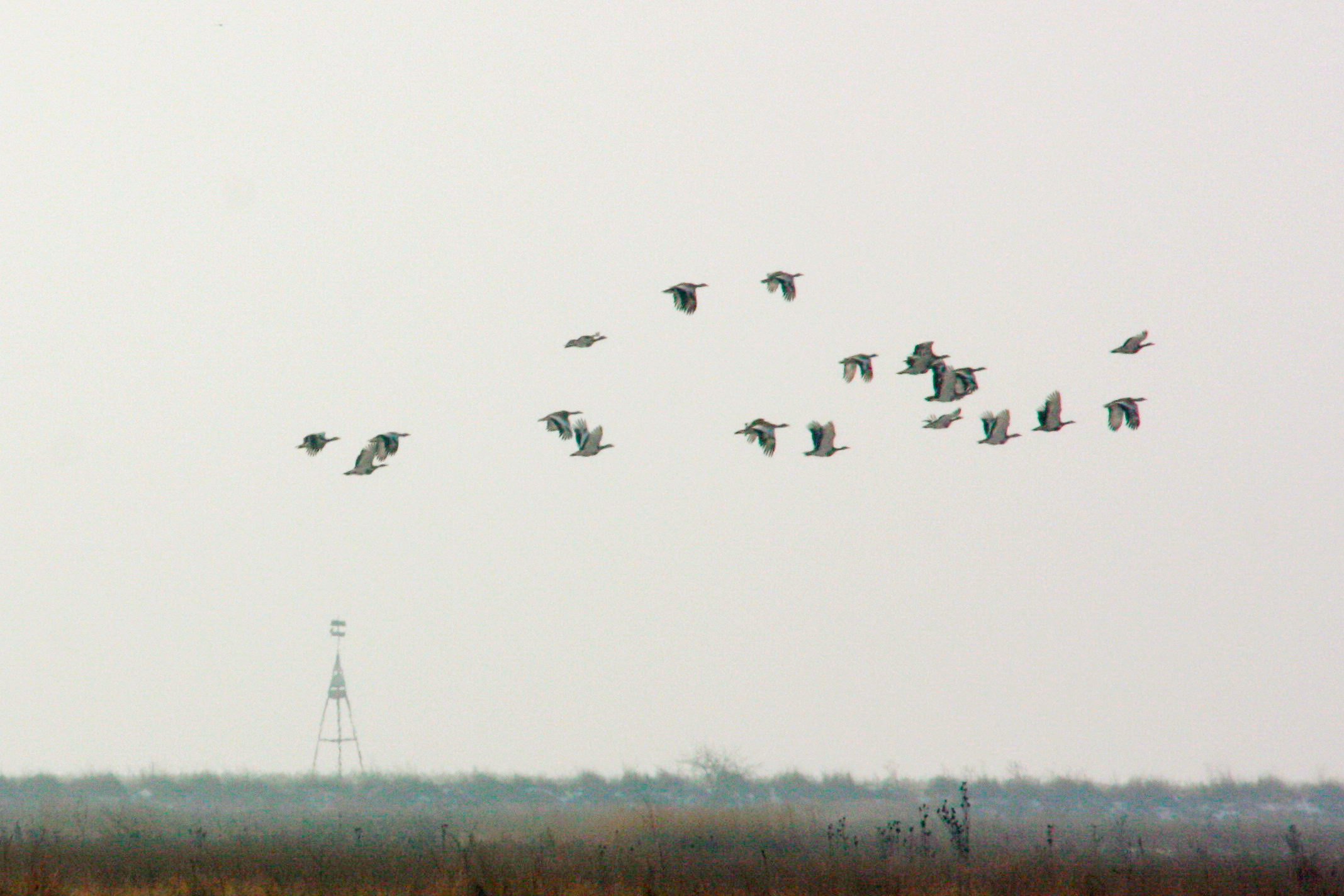
Repülő csapat

Élőhelye a füves puszta, a nagyobb gabona- és lucernatáblák, de óvatos, rejtőzködő életmódja (és a jelentősen lecsökkent egyedszám) miatt nagyon ritkán látható. A világ egyik legnehezebb repülő madara. A túzok számára fontos a zavartalanság. Ennek ellenére kultúrakövető faj, kedveli a mezőgazdasági területeket, különösen a repcét, hereféléket, lucernát, az őszi gabonaféléket, amikben jól elrejtőzhet. Fészkét ezek közé a termesztett növények közé is rakhatja, dürgőhelynek azonban a réteket, alacsony füves területeket választja, táplálkozni is kijár ezekre. Fészkeit a mezőgazdasági művelés állandóan veszélyezteti.
Kedvenc élőhelyei a mozaikos, gyepekkel és mezőgazdaságilag művelt területekkel váltakozó, jól belátható, erdőkkel nem tagolt területek.
Mindenevő: nagyobbrészt fűfélékkel táplálkozik, de jelentős arányban fogyaszt rovarokat, csigákat, férgeket, különböző magvakat, sőt, néha rágcsálókat vagy kisebb madarakat is. Állati és növényi eredetű táplálékának aránya szezonálisan változó: tavasszal és nyár elején jórészt növényeket eszik, nyár végén (a termés betakarítása és a rovarok mennyiségének növekedése miatt) megnő étrendjében a rovarok aránya, ősz vége felé (a rovarok eltűnésével) megint a növényi táplálék (elhullott magvak, repcelevél) válik kizárólagossá. A fiatal túzokok a felnőtt példányokkal ellentétben eleinte csak ízeltlábúakkal táplálkoznak, és csak fokozatosan térnek át a növényi étrendre. Téli táplálékában nagyon fontos szerepet játszik a repce.

## Szaporodása
A kifejlett kakasok nagy kiterjedésű territóriumot foglalnak el közvetlenül a szaporodási idő előtt. Különböző hangokkal, önmutogató, fenyegető magatartással próbálják megfélemlíteni riválisaikat. A tojóknak jellegzetes tánccal udvarolnak: fejüket hátrahajtják, faroktollaikat felmerevítik, szárnyaikat kifordítják, torokzacskójukat felfújják. Ez a tevékenység a dürgés.
A tojó a földön kisebb mélyedést váj, és fűvel béleli ki. Egy fészekalja 2-3 szürkészöld, barna foltos tojás. A költési idő 20-28 nap. A csibék fészekhagyók, néhány óra elteltével követik a tojót, majd 6-8 hetesen válnak röpképessé. Mivel csak egyszer költenek évente és kevés tojásuk van, ezért reprodukciós képességük nagyon gyenge.

## Alfajai
- Otis tarda tarda Európa, Északnyugat-Afrika, Kis-Ázsia, Belső-Ázsia
- Otis tarda dybowskii Kelet-Ázsia

## Védettsége
Fokozottan védett, évszázadok óta fogyatkozó faj. A Nemzetközi Madárvédelmi Tanács (International Council for Bird Preservation, ICBP) túzokvédő csoportja a különösen veszélyeztetett túzokfélék közé sorolta a reznekkel együtt (ez a másik, Magyarországon a múlt században még költő túzokféle).

### Védelme Magyarországon

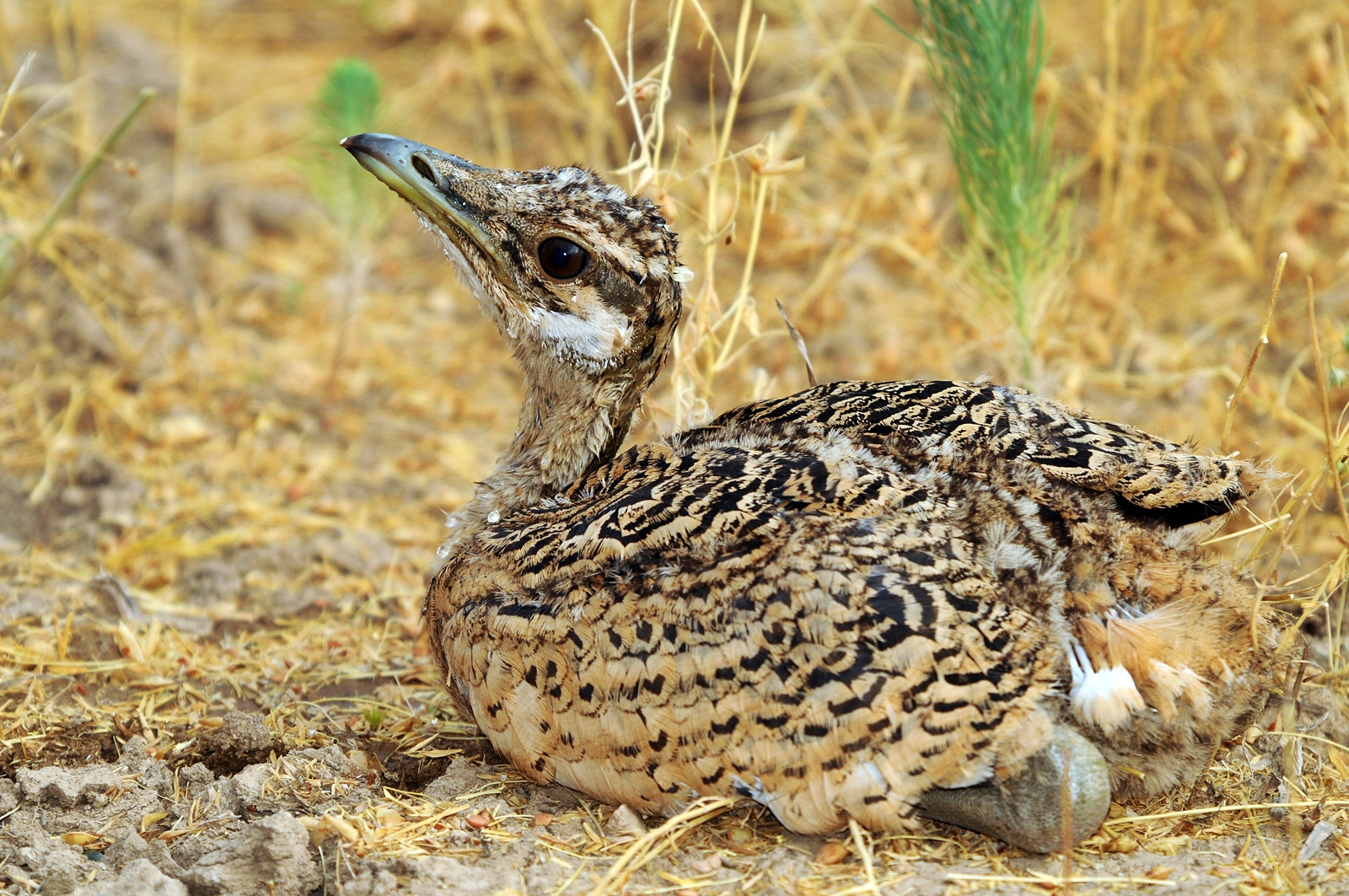
Túzokcsibe

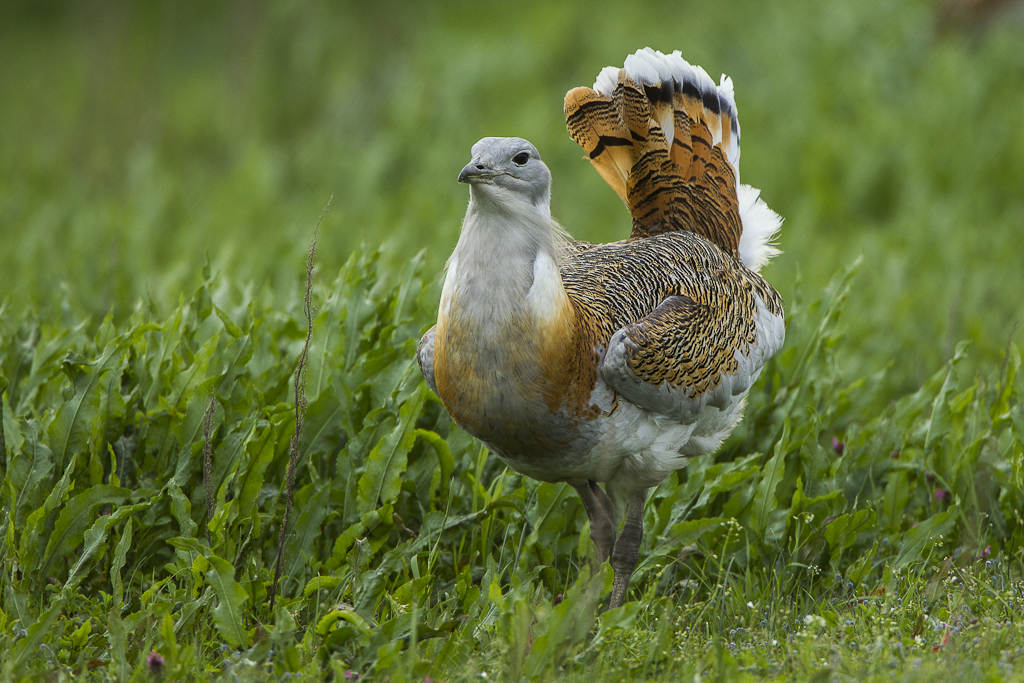
Túzok a Hortobágyon

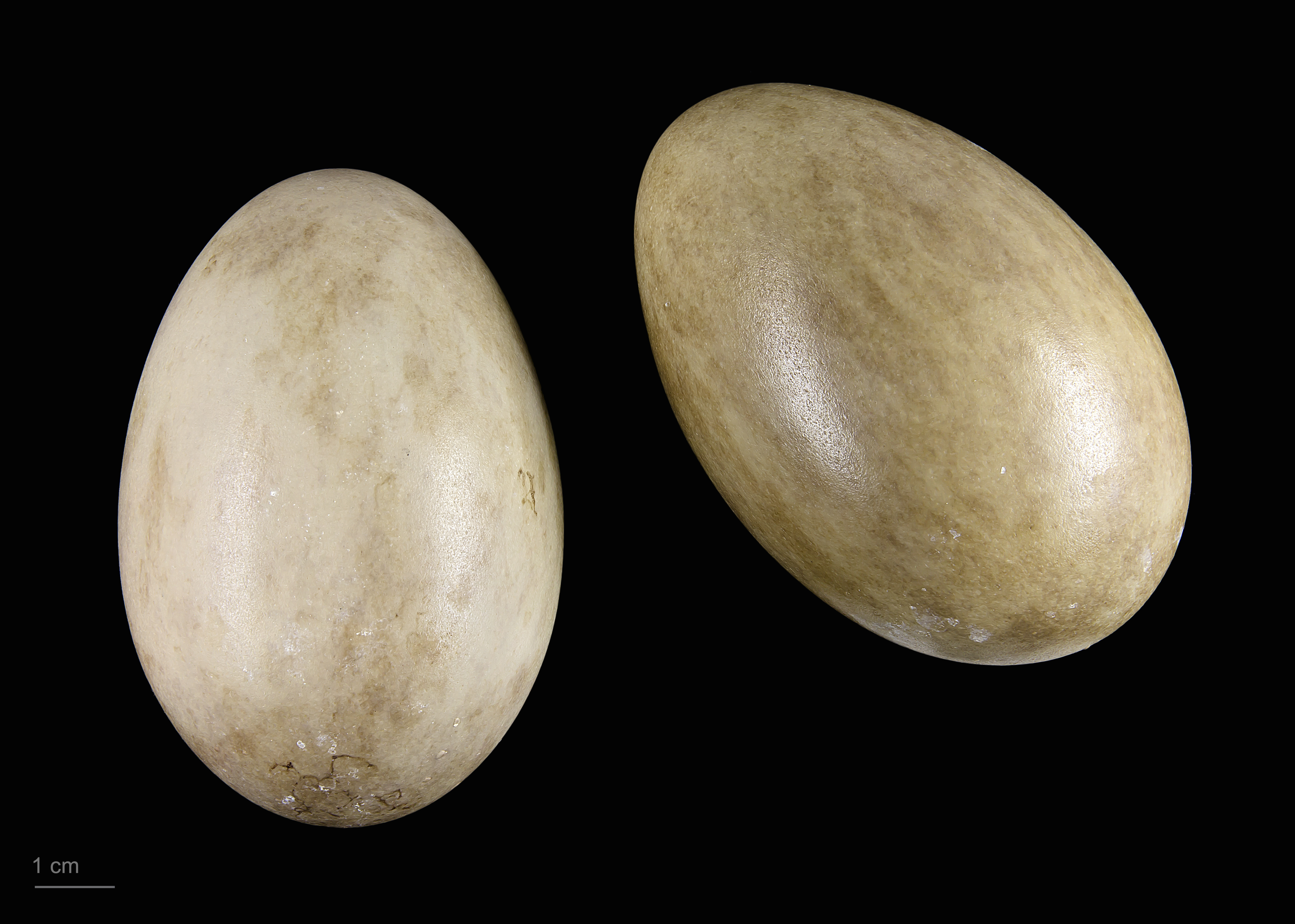
Otis tarda

A túzok Magyarországon 1970 óta fokozottan védett, természetvédelmi értéke a legmagasabb kategóriát jelentő egymillió forint.
A populáció passzív védelemmel nem őrizhető meg, ezért aktív módszerekkel óvják. Az így védett terület 2006 nyarára megközelítette az 1500 hektárt. A LIFE Túzokvédelmi Program keretében megvásárolt földeken túzokvédő szakemberek irányítják a terület kezelését, gyepesítését, a lucerna- és repcetelepítést, az egyéb munkákat. Az 1975-ben alapított dévaványai túzokrezervátumban a túzokfiókákat mesterségesen nevelik. A természetes élőhelyükön meg nem védhető fészekaljakat megmentik, a csibéket felnevelik, és visszajuttatják a természetbe.
A Hortobágyi Nemzeti Parkban 80 kilométer hosszan föld alá helyezték az elektromos vezetékeket, más vezetékekre pedig Firefly, azaz „szentjánosbogár” nevű, fluoreszkáló  eszközöket szereltek. A túzok ugyanis nagy teste ellenére gyorsan repül (elérheti a 60 kilométer/órát is), a vezetékek pedig pont a szokott repülő magasságában húzódnak. A rosszul navigáló madár számára az ütközés csaknem minden esetben csonkolással és elpusztulásával jár. Erre a problémára akkor figyeltek fel, amikor 2000-ben, illetve 2003-ban így vesztette életét két, rendkívül ritka, ugyanabból a fészekből származó albinó túzok. A „szentjánosbogarakból” csak a legveszélyesebb pontokra jut.

## Megjelenése a művészetekben
- A túzok a Békés vármegyei Csabacsűd címerében is szerepel, és ugyanitt a községháza előtt egy túzokot ábrázoló szobrot is felállítottak.[7]
- A balmazújvárosi Semsey-kastély parkjában szintén található egy túzokszobor.[8]